# Manoir de Loraille
Le manoir de Loraille est un édifice du XVIe siècle situé dans la commune de Saint-Roch-sur-Égrenne, en France.

## Localisation
Le monument est situé dans le département français de l'Orne, dans la commune de Saint-Roch-sur-Egrenne.

## Historique
L'édifice date du XVIe siècle et a été agrandi par la création d'une aile droite au XVIIIe siècle.

## Architecture
L'édifice fait l'objet d'une protection partielle car il est inscrit au titre des Monuments historiques par arrêté du 11 juillet 1975 ; les façades et les toitures du manoir et des communs sont citées ainsi que l'escalier à vis et toutes les cheminées intérieures.